# Dohrniphora angolensis
Dohrniphora angolensis är en tvåvingeart som beskrevs av Rudolf Beyer 1959. Dohrniphora angolensis ingår i släktet Dohrniphora och familjen puckelflugor. Inga underarter finns listade i Catalogue of Life.